# Canadá en los Juegos Olímpicos de Innsbruck 1964
Canadá estuvo representado en los Juegos Olímpicos de Innsbruck 1964 por un total de 55 deportistas que compitieron en 8 deportes.  
El portador de la bandera en la ceremonia de apertura fue el patinador de velocidad Ralf Olin.

## Medallistas
El equipo olímpico canadiense obtuvo las siguientes medallas:
| Nombre                                          | Deporte            | Competición  |
| ----------------------------------------------- | ------------------ | ------------ |
| Oro                                             |                    |              |
| Vic Emery Peter Kirby Douglas Anakin John Emery | Bobsleigh          | Cuádruple M  |
| Plata                                           |                    |              |
| Debbi Wilkes Guy Revell                         | Patinaje artístico | Parejas      |
| Bronce                                          |                    |              |
| Petra Burka                                     | Patinaje artístico | Individual F |